# Od A do S
Od A do S (ali tudi 89–98) je kompilacijski album slovenskega kantavtorja Adija Smolarja, izdan pri založbi Helidon na zvočni CD plošči leta 1998.
Vsebuje pesmi, posnete od leta 1989, ko je izdal album Naš svet se pa vrti, pa do leta 1998.
Naslov albuma se navezuje na kantavtorjevo ime in priimek.

## Seznam pesmi
Vse pesmi je napisal in uglasbil Adi Smolar.
| Št.             | Naslov                             | Dolžina |
| --------------- | ---------------------------------- | ------- |
| 1.              | „Tagada‟                           | 2:40    |
| 2.              | „Pasji dnevi‟                      | 2:43    |
| 3.              | „Neprilagojen‟                     | 3:12    |
| 4.              | „Premau‟                           | 3:08    |
| 5.              | „Božanski glas‟                    | 4:34    |
| 6.              | „Radi se imejte‟                   | 3:19    |
| 7.              | „Zlo počas‟                        | 3:35    |
| 8.              | „Bognedaj, da bi crknu televizor‟  | 2:58    |
| 9.              | „J. C. Van Damme‟                  | 3:55    |
| 10.             | „V slogi pa vrtijo‟                | 2:38    |
| 11.             | „20 ljubic‟                        | 3:16    |
| 12.             | „Gospa natakarca‟                  | 3:26    |
| 13.             | „Ko sem bil mlad, sem bil trapast‟ | 3:29    |
| 14.             | „Grobar‟                           | 3:29    |
| 15.             | „Naš svet se pa vrti‟              | 3:41    |
| 16.             | „Daleč je za naju pomlad‟          | 4:42    |
| 17.             | „Ljubezen gre skozi želodec‟       | 3:49    |
| Skupna dolžina: | Skupna dolžina:                    | 44:03   |